# Liste der Kommandozeichen der Bundeswehr
Die Liste der Kfz-Kommandozeichen der Bundeswehr zeigt alle Kommandoflaggen, -stander und -wimpel, die seit Gründung der Bundeswehr verwendet wurden. Die Zeichen richten sich nach der Bundeswehr-Vorschrift A1-2630/0-9803 „Militärische Formen und Feiern der Bundeswehr“ (ehemals ZDv 10/8).
Im Gegensatz zu den Kfz-Standern der Bundesregierung, die den Adler des Bundesschilds zeigen, wird auf den Kommandozeichen der Bundeswehr das Bundeswappen gezeigt.
Die jeweiligen Teilstreitkräfte und militärischen Organisationsbereiche sowie besitzen folgende Grundfarben (Kursiv= RAL-Farbe, in Klammern die Umgangsbezeichnung): Heer: Türkisgrün (Grün, Jägergrün); Luftwaffe: Narzissengelb (Gelb, Goldgelb); Marine: Enzianblau (Blau); Zentraler Sanitätsdienst: Kobaltblau (Kobaltblau, Dunkelblau); Streitkräftebasis: Reinorange (Orange); Cyber- und Informationsraum: graphitgrau (Dunkelgrau). Das Territoriale Führungskommando hat die Grundfarbe feuerrot (Rot, Hochrot).
Durch seine insgesamt bisher sechs Heeresumstrukturierungen fanden während der Bundeswehrgeschichte zahlreiche Ergänzungen bzw. Änderungen bei den Kommandozeichen statt. Nach der erstmaligen Einführung von Kommandozeichen im Jahr 1957 gab es Änderungen in den Jahren 1959, 1961, 1973, 1995 und 2004, bei denen man versuchte, alle Kommandoebenen mit „systematisch“ einheitlichen Zeichen auszustatten. Dies geschah bis zum heutigen Tag nicht bei der Deutschen Marine, die nicht alle Befehlsebenen mit entsprechenden Zeichen ausstattet. So wurden im Jahr 1995 bereits angenommene Kommandozeichen im Jahr 2004 wieder abgeschafft, da dafür kein Bedarf vorhanden sei.
Die Kommandozeichen dürfen bei der Bundeswehr am vorderen linken Kotflügel des Dienstfahrzeuges als Kraftfahrzeugstander angebracht werden, sofern das Fahrzeug mit der Vorrichtung dafür ausgestattet ist. Gemäß ZDv 43/2 (Kraftfahrvorschrift für die Bundeswehr/Bestimmungen für den Kraftfahrbetrieb von Dienstfahrzeugen) ist der Stander abzunehmen oder zu verdecken, wenn der zur Führung des Standers berechtigte Offizier das Dienstfahrzeug nicht nutzt.

## Aktuelle Kommandozeichen

### Generalinspekteur
| Flagge | Datum     | Bezeichnung                                          | Beschreibung |
| ------ | --------- | ---------------------------------------------------- | --- |
|        | Seit 1959 | Generalinspekteur der Bundeswehr                     | 1959 in der Größe 22×22 cm eingeführt. Im Jahr 1995 auf die Maße 30×30 cm geändert. Die Flagge wurde jedoch von 1995–2004 in den Maßen 22 × 22 cm für den Stellvertreter des Generalinspekteurs weitergeführt. |
|        | Seit 2004 | Stellvertreter des Generalinspekteurs der Bundeswehr | Größe: 30×30 cm. |

### Amtschefs und Kommandierende Generale
Amtschefs und Kommandierende Generale führen die Flagge mit Verbandsbezeichnung im unteren Rand in Gelb.
| Flagge | Datum     | Bezeichnung                           | Beschreibung    |
| ------ | --------- | ------------------------------------- | --------------- |
|        | Seit 2023 | Amtschefs und Kommandierende Generale | Größe: 22×22 cm |

### Kommandoflaggen des Heeres
| Flagge | Datum     | Bezeichnung           | Beschreibung    |
| ------ | --------- | --------------------- | --------------- |
|        | Seit 1995 | Inspekteur des Heeres | Größe: 30×30 cm |

#### Die Waffenfarben des Heeres
Im Bereich der mittleren und unteren Kommandoebene des Heeres wird jeder Waffengattung des Heeres eine Waffenfarbe zugeordnet. Diese bildet die Grundfarbe der verschiedenen Kommandozeichen. Insgesamt kennt das Heer zwölf Waffenfarben sowie die Grundfarbe „Reinweiß“ für den Stellvertretenden Divisionskommandeur. Je nach Kommandoebene finden sich verschiedene schwarze Streifen auf den Kommandozeichen. Die Ausnahme bildet das Zeichen der Pioniertruppen, deren Streifen in Weiß gehalten sind. Kommandozeichen auf Divisionsebene gibt es nur in den Waffenfarben Grün und Rosa. Die nachfolgend dargestellten Kommandoabzeichen zeigen die für Kompaniechefs und Batteriechefs der jeweiligen Truppengattung. Bataillonskommandeure führen diese mit einem dicken waagerechten schwarzen Strich.
| Flagge | Datum     | Waffengattung                  | Waffenfarbe                   |
| ------ | --------- | ------------------------------ | ----------------------------- |
|        | Seit 1957 | ABC-Abwehrtruppe               | Bordeauxviolett (Bordeauxrot) |
|        | Seit 1957 | Logistiktruppe                 | Brillantblau (Mittelblau)     |
|        | Seit 1957 | Artillerie, Topografie (ehem.) | Feuerrot (Rot, Hochrot)       |
|        | Seit 1957 | Feldjäger                      | Rotorange (Orange)            |
|        | Seit 1957 | Fernmelder                     | Zitronengelb (Zitronengelb)   |
|        | Seit 1957 | Fernspäher, Heeresaufklärer    | Narzissengelb (Goldgelb)      |
|        | Seit 1957 | Heeresflieger                  | Staubgrau (Hellgrau)          |
|        | Seit 1957 | Infanterie                     | Türkisgrün (Grün, Jägergrün)  |
|        | Seit 1957 | Militärmusikdienst             | Grauweiß (Weiß)               |
|        | Seit 1957 | Panzertruppe                   | Rosé (Rosa, Hellrosa)         |
|        | Seit 1957 | Pioniere                       | Tiefschwarz (Schwarz)         |

| Flagge | Datum     | Bezeichnung                                                                 | Beschreibung                                                                                   |
| ------ | --------- | --------------------------------------------------------------------------- | ---------------------------------------------------------------------------------------------- |
|        | Seit 1957 | Divisionskommandeur der Panzertruppe                                        | Größe: 30×22,5 cm                                                                              |
|        | Seit 1995 | Divisionskommandeur der Panzertruppe (Einsatz)                              | Größe: 30×22,5 cm                                                                              |
|        | Seit 1957 | Divisionskommandeur der Panzergrenadiere                                    | Größe: 30×22,5 cm                                                                              |
|        | Seit 2004 | Stellvertretender Divisionskommandeur als Befehlshaber der Divisionstruppen | Größe: 30×22,5 cm                                                                              |
|        | Seit 1961 | Brigadekommandeur (hier Pioniertruppen)                                     | Größe: 30×22,5 cm                                                                              |
|        | Seit 1961 | Brigadekommandeur (hier Infanterie)                                         | Größe: 30×22,5 cm; Die Ergänzung der schwarzen Beschriftung des Zeichens erfolgte im Jahr 2004 |
|        | Seit 1957 | Regimentskommandeur (hier Heeresflieger)                                    | Größe: 24×18 cm                                                                                |
|        | Seit 1957 | Bataillonskommandeur (hier Technische Truppe)                               | Größe: 24 × 18 cm                                                                              |
|        | Seit 1957 | Batterie-/ Kompaniechef (hier Artillerie)                                   | Größe: 18×13,5 cm                                                                              |

### Kommandoflaggen der Luftwaffe
| Flagge | Datum     | Bezeichnung                                                         | Beschreibung                                                               |
| ------ | --------- | ------------------------------------------------------------------- | -------------------------------------------------------------------------- |
|        | Seit 1995 | Kommandoflagge des Inspekteurs der Luftwaffe                        | Größe: 30×30 cm                                                            |
|        | Seit 2004 | Kommandozeichen des Kommandeurs einer Division                      | Größe: 30×22,5 cm; Beschriftungen über den Luftwaffenschwingen in Schwarz. |
|        | Seit 1957 | Kommandozeichen des Kommandeurs eines Regiments/Geschwaders         | Größe: 24×18 cm                                                            |
|        | Seit 1957 | Kommandozeichen des Kommandeurs eines Bataillons/Gruppe/Abteilung   | Größe: 24×18 cm, ansonsten identisch mit Divisionskommandowimpel.          |
|        | Seit 1957 | Kommandozeichen des Kommandeurs einer Kompanie / Staffel / Batterie | Größe: 18×13,5 cm                                                          |

### Kommandoflaggen der Marine
Kommandoflaggen für den Befehlshaber des Flottenkommandos, den Amtschef des Marineamts und den Kommandeur des Marineunterstützungskommandos (Dienstposten 2001 entfallen) waren lediglich zwischen den Jahren 1995 und 2004 vorgesehen und wurden dann abgeschafft.
Dem Befehlshaber des Flottenkommandos und dem Amtschef des Marineamtes wurde ab 2004 die Führung der ihnen zustehenden Admiralsflaggen gem. MDv 161/1 als Kommandozeichen zugeordnet.
| Flagge | Datum     | Bezeichnung                                                   | Beschreibung                                                               |
| ------ | --------- | ------------------------------------------------------------- | -------------------------------------------------------------------------- |
|        | Seit 1995 | Inspekteur der Marine                                         | Größe: 30×30 cm                                                            |
|        | Seit 2004 | Befehlshaber des Flottenkommandos im Range eines Vizeadmirals | Größe: 22×22 cm                                                            |
|        | Seit 2004 | Amtschef des Marineamtes im Range eines Konteradmirals        | Größe: 22×22 cm                                                            |
|        | Seit 2004 | Kommandeur der Spezialisierten Einsatzkräfte Marine           | Größe: 24×18 cm; Ggf. vorhandene Beschriftungen neben dem Anker in Gelb.   |
|        | Seit 2004 | Kompaniechef der Spezialisierten Einsatzkräfte Marine         | Größe: 18×13,5 cm; Ggf. vorhandene Beschriftungen neben dem Anker in Gelb. |

### Kommandozeichen des Zentralen Sanitätsdienstes
| Flagge | Datum     | Bezeichnung                                          | Beschreibung                                                      |
| ------ | --------- | ---------------------------------------------------- | ----------------------------------------------------------------- |
|        | Seit 1995 | Inspekteur der Zentralen Sanitätsdienststellen       | Größe: 30×30 cm                                                   |
|        | Seit 2004 | Befehlshaber des Sanitätskommandos (hier Kommando 2) | Größe: 30×22,5 cm                                                 |
|        | Seit 2004 | Kommandeur eines Sanitätsregiments                   | Größe: 24×18 cm                                                   |
|        | Seit 2004 | Kommandeur eines Sanitätsbataillons                  | Größe: 24×18 cm, ansonsten identisch mit Sanitätskommandozeichen. |
|        | Seit 2004 | Chef einer Sanitätskompanie                          | Größe: 18×13,5 cm                                                 |

### Kommandozeichen der Streitkräftebasis
| Flagge | Datum     | Bezeichnung                      | Beschreibung    |
| ------ | --------- | -------------------------------- | --------------- |
|        | Seit 2004 | Inspekteur der Streitkräftebasis | Größe: 30×30 cm |

Die mittleren und unteren Kommandoebenen der Streitkräftebasis basieren auf denjenigen des Heeres, es sind jedoch nicht alle Waffengattungen vertreten. Die Grundfarbe des Befehlshabers eines Wehrbereichskommandos ist grundsätzlich Grün.
| Flagge | Datum     | Bezeichnung                                        | Beschreibung      |
| ------ | --------- | -------------------------------------------------- | ----------------- |
|        | Seit 1995 | Befehlshaber eines Wehrbereichskommandos (hier II) | Größe: 30×22,5 cm |
|        | Seit 1995 | Kommandeur eines Wehrbezirkskommandos (hier 23)    | Größe: 30×22,5 cm |
|        | Seit 2004 | Regimentskommandeur (hier Jäger)                   | Größe: 24×18 cm   |
|        | Seit 2004 | Bataillonskommandeur (hier Feldjäger)              | Größe: 24×18 cm   |
|        | Seit 2004 | Kompaniechef (hier Instandsetzung)                 | Größe: 18×13,5 cm |

### Kommandozeichen des Cyber- und Informationsraums
| Flagge | Datum     | Bezeichnung                                 | Beschreibung    |
| ------ | --------- | ------------------------------------------- | --------------- |
|        | Seit 2023 | Inspekteur des Cyber- und Informationsraums | Größe: 30×30 cm |

### Kommandozeichen der dem Generalinspekteur unmittelbar unterstellten Kommandobehörden
| Flagge | Datum     | Bezeichnung                                                     | Beschreibung    |
| ------ | --------- | --------------------------------------------------------------- | --------------- |
|        | Seit 2023 | Befehlshaber des Einsatzführungskommandos der Bundeswehr        | Größe: 30×30 cm |
|        | Seit 2023 | Befehlshaber des Territorialen Führungskommandos der Bundeswehr | Größe: 30×30 cm |

## Nicht mehr verwendete Kommandozeichen

### Territoriale Verteidigung
| Flagge | Datum     | Bezeichnung                                                         | Beschreibung |
| ------ | --------- | ------------------------------------------------------------------- | --- |
|        | 1959–1995 | Befehlshaber Territoriale Verteidigung                              | Größe 22 × 22 cm. Anm.: Eine ähnliche Flagge mit grünem Außenrand war von 1965–2008 das Kommandozeichen des Inspekteurs des BGS bzw. der Bundespolizei:                 |
|        | 1973–1995 | Befehlshaber eines Territorialkommandos (hier „Schleswig-Holstein“) | Größe: 22 × 22 cm; Weitere Kommandos waren „Nord“ (N) und „Süd“ (S) |
|        | 1961–1995 | Brigadekommandeur der Territorialen Verteidigung                    | Größe: 30 × 22,5 cm |
|        | 1961–1995 | Regimentskommandeur der Territorialen Verteidigung                  | Größe: 24 × 18 cm |
|        | 1961–1995 | Bataillonskommandeur der Territorialen Verteidigung                 | Größe: 24 × 18 cm. Anm.: Ein ähnlicher Stander mit umgekehrten Farben und ohne Schild war von 1960 bis 1965 die Kommandoflagge des Inspekteurs des Bundesgrenzschutzes. |
|        | 1961–1995 | Kompaniechef der Territorialen Verteidigung                         | Größe: 18 × 13,5 cm |

### Kommandoflaggen des Heeres
| Flagge | Datum        | Bezeichnung                                                               | Beschreibung              |
| ------ | ------------ | ------------------------------------------------------------------------- | ------------------------- |
|        | ab 1995–2012 | Befehlshaber des Heeresführungskommandos                                  | Größe: 22×22 cm           |
|        | 1959–1995    | Inspekteur des Heeres                                                     | Größe: 22 × 22 cm         |
|        | 2004–2013    | Amtschef des Heeresamtes                                                  | Größe: 22×22 cm           |
|        | 1995–2004    | Amtschef des Heeresamts                                                   | Größe: 22 × 22 cm         |
|        | 1973–1995    | Amtschef des Heeresamts                                                   | Größe: 22 × 22 cm         |
|        | 2004–?       | Kommandierender General                                                   | Größe: 22×22 cm           |
|        | 1995–2004    | Kommandierender General (hier II. Korps)                                  | Größe: 22 × 22 cm         |
|        | 1957–1959    | Kommandierender General einer Armee                                       | Größe: 22 × 22 cm         |
|        | 1957–1959    | Kommandierender General eines Armeekorps                                  | Größe: 22 × 22 cm         |
|        | 1995–2004    | Stellvertreter des Brigadekommandeurs als Kommandeur der Brigadeeinheiten | Größe: 24 × 18 cm         |
|        | 1957-2012    | Heeresflugabwehr                                                          | Korallenrot (Korallenrot) |

#### Wehrbereiche
| Flagge | Datum     | Bezeichnung                                                           | Beschreibung        |
| ------ | --------- | --------------------------------------------------------------------- | ------------------- |
|        | 1959–1973 | Befehlshaber im Wehrbereich                                           | Größe: 22 × 22 cm   |
|        | 1973–1995 | Befehlshaber im Wehrbereichskommando                                  | Größe: 22 × 22 cm   |
|        | 1995–2004 | Befehlshaber im Wehrbereichskommando II (Einsatz)                     | Größe: 30 × 22,5 cm |
|        | 1995–2004 | Stellvertretender Befehlshaber als Kommandeur der Wehrbereichstruppen | Größe: 30 × 22,5 cm |
|        | 1995–2004 | Befehlshaber eines Verteidigungsbezirkskommandos                      | Größe: 24 × 18 cm   |
|        | 1973–1995 | Kommandeur der Korpstruppen                                           | Größe: 30 × 22,5 cm |
|        | 1973–1995 | Kommandeur der Divisionstruppen                                       | Größe: 30 × 22,5 cm |
|        | 1973–1995 | Kommandeur der Brigadeeinheiten                                       | Größe: 24 × 18 cm   |

### Kommandoflaggen der Luftwaffe
| Flagge | Datum     | Bezeichnung                                                      | Beschreibung        |
| ------ | --------- | ---------------------------------------------------------------- | ------------------- |
|        | 1959–1995 | Inspekteur der Luftwaffe                                         | Größe: 22 × 22 cm   |
|        | 1995–2013 | Kommandoflagge des Befehlshabers des Luftwaffenführungskommandos | Größe: 22×22 cm     |
|        | 2004–2013 | Kommandoflagge des Amtschefs des Luftwaffenamts                  | Größe: 22×22 cm     |
|        | 1995–2004 | Amtschef des Luftwaffenamts                                      | Größe: 22 × 22 cm   |
|        | 1995–2004 | Kommandierender General eines Luftwaffenkommandos (hier „Nord“)  | Größe: 22 × 22 cm   |
|        | 1957–1995 | Kommandierender General eines Luftwaffenkommandos                | Größe: 22 × 22 cm   |
|        | 1957–1995 | Befehlshaber eines Luftwaffenfliegerkorps                        | Größe: 22 × 22 cm   |
|        | 1957–2004 | Divisionskommandeur der Luftwaffe                                | Größe: 30 × 22,5 cm |
|        | 1961–2004 | Brigadekommandeur der Luftwaffe                                  | Größe: 30 × 22,5 cm |

### Kommandoflaggen der Marine
| Flagge | Datum     | Bezeichnung                                                                 | Beschreibung      |
| ------ | --------- | --------------------------------------------------------------------------- | ----------------- |
|        | 1959–1995 | Inspekteur der Marine                                                       | Größe: 22 × 22 cm |
|        | 1995–2004 | Befehlshaber des Flottenkommandos                                           | Größe: 22 × 22 cm |
|        | 1995–2004 | Amtschef des Marineamtes sowie Kommandeur des Marineunterstützungskommandos | Größe: 22 × 22 cm |

### Kommandoflaggen der Streitkräftebasis
| Flagge | Datum     | Bezeichnung                                          | Beschreibung |
| ------ | --------- | ---------------------------------------------------- | --- |
|        | 2004–2023 | Amtschef des Streitkräfteamts                        | Größe: 22×22 cm; Von 1995 bis 2004 handelte es sich um das Kommandozeichen des Kommandeurs des Unterstützungskommandos |
|        | 2004–2023 | Befehlshaber des Einsatzführungskommandos            | Größe: 22×22 cm |
|        | 2004–2023 | Befehlshaber des Streitkräfteunterstützungskommandos | Größe: 22×22 cm |

### Kommandoflaggen des Sanitäts- und Gesundheitswesens
Bis zum Jahr 2004 waren die Kommandozeichen der Sanitätstruppe denen des Heeres entsprechend aufgebaut. Die Grundfarbe des Sanitätsdienstes war Kobaltblau.
| Flagge | Datum     | Bezeichnung                                    | Beschreibung      |
| ------ | --------- | ---------------------------------------------- | ----------------- |
|        | 1959–1995 | Inspekteur des Sanitäts- und Gesundheitswesens | Größe: 22 × 22 cm |
|        | 2004–2012 | Befehlshaber des Sanitätsführungskommandos     | Größe: 22×22 cm   |
|        | 2004–2013 | Amtschef des Sanitätsamts                      | Größe: 22×22 cm   |
|        | 1957–2004 | Sanitätstruppe (hier Bataillonskommandeur)     | Größe: 24 × 18 cm |